# Musei della Corsica
Questa lista è suscettibile di variazioni e potrebbe essere incompleta o non aggiornata.

Elenco in ordine alfabetico dei musei della Collettività della Corsica:
| Immagine | Museo                                                          | Indirizzo                                       | Tipologia                 | Sito internet                                                                                          |
| -------- | -------------------------------------------------------------- | ----------------------------------------------- | ------------------------- | --- |
|          | Fondi Regionali di Arte Contemporanea della Corsica            | La Citadelle - 20250 Corte                      | arte                      | Frac Corsica                                                                                           |
|          | Museo A Bandera                                                | 1, rue du général Levie - 20000 Ajaccio         | storico                   | Musée A Bandera                                                                                        |
|          | Museo archeologico di Mariana - Principe Ranieri III di Monaco | Route de l’aéroport - 20290 Lucciana            | archeologico              | Musée archéologique de Mariana - Prince Rainier III de Monaco                                          |
|          | Museo della Corsica - Museo regionale di antropologia          | La Citadelle - 20250 Corte                      | archeologia, antropologia | Musée de la Corse - Musée régional d'Anthropologie Archiviato il 9 settembre 2009 in Internet Archive. |
|          | Museo di Bastia                                                | Avenue Pierre Giudicelli - 20410 Bastia         | arte                      | Musée de Bastia Archiviato il 14 novembre 2012 in Internet Archive.                                    |
|          | Museo dipartimentale dell'Alta Rocca                           | Quartier Prato - 20170 Levie                    | archeologico              | Musée départemental de l’Alta Rocca Archiviato il 14 febbraio 2018 in Internet Archive.                |
|          | Museo dipartimentale di archeologia Jérôme Carcopino           | Fort de Matra - 20270 Aleria                    | archeologico              | Musée départemental Jérome Carcopino Archiviato il 16 novembre 2017 in Internet Archive.               |
|          | Museo del Capitellu                                            | 18, boulevard Danielle Casanova - 20000 Ajaccio | storico                   | |
|          | Museo dipartimentale di preistoria e archeologia corsa         | Boulevard Jacques Nicolaï - 20100 Sartene       | archeologico              | Musée départemental de Sartène Archiviato il 14 febbraio 2018 in Internet Archive.                     |
|          | Museo del Salone Napoleonico                                   | Avenue Antoine Serafini - 20000 Ajaccio         | arte                      | Musée du Salon Napoleonien                                                                             |
|          | Museo di Casa Bonaparte                                        | Rue Saint-Charles - 20000 Ajaccio               | casa museo                | Musée de la Maison Bonaparte                                                                           |
|          | Museo di Casa dei Milelli                                      | Lieu-dit Milelli - 20000 Ajaccio                | casa museo                | |
|          | Museo Fesch                                                    | 50-52 Rue cardinal Fesch - 20000 Ajaccio        | arte, pinacoteca          | Musée Fesch                                                                                            |
|          | Museo Pasquale Paoli                                           | Hameau de Stretta - 20218 Morosaglia            | casa museo                | Musée Pascal Paoli Archiviato il 14 febbraio 2018 in Internet Archive.                                 |